# Ministerstvo spravedlnosti Slovenské republiky
Ministerstvo spravedlnosti Slovenské republiky je ústředním orgánem státní správy Slovenska pro soudy a vězeňství.

## Působnost ministerstva
- Ministerstvo spravedlnosti SR připravuje právní úpravu v oblasti ústavního práva, trestního práva, občanského práva, obchodního práva, rodinného práva, insolvenčního práva a mezinárodního práva soukromého.
- Ministerstvo spravedlnosti SR vykonává státní dohled nad činností Slovenské komory exekutorů, nad činností Notářské komory SR, v zákonem stanoveném rozsahu nad činností soudních exekutorů a nad činností notářů.
- Ministerstvo spravedlnosti SR zajišťuje výkon znalecké činnosti, překladatelské činnosti a tlumočnické činnosti a vydávání Sbírky zákonů Slovenské republiky a Obchodního věstníku.
- Ministerstvo spravedlnosti SR zajišťuje zastupování Slovenska u Evropského soudu pro lidská práva a zastupování Slovenska v řízení před Soudním dvorem Evropských společenství a Soudem Evropských společenství.
- Ministerstvo spravedlnosti SR zajišťuje plnění úkolů souvisejících s členstvím Slovenské republiky v Eurojustu.

## Ministr spravedlnosti
Ministerstvo spravedlnosti řídí a za jeho činnost odpovídá ministr spravedlnosti, kterého jmenuje prezident Slovenska na návrh předsedy vlády Slovenska.
Současným ministrem spravedlnosti je od 25. října 2023 Boris Susko.

## Státní tajemník ministerstva spravedlnosti
Ministra spravedlnosti v době jeho nepřítomnosti zastupuje v rozsahu jeho práv a povinností státní tajemník. Ministr ho může pověřit i v jiných případech, aby ho zastupoval v rozsahu jeho práv a povinností. Státní tajemník má při zastupování ministra na jednání vlády poradní hlas. Státního tajemníka jmenuje a odvolává vláda na návrh ministra spravedlnosti.